# 戰爭與冒險
《战争与冒险》（英語：Young Winston）是一部于1972年上映的英国电影。该电影以著名英国政治家丘吉尔的早年生活及其自传《My Early Life》为素材，讲述了曾不爱上学的丘吉尔及其在印度和苏丹担任骑兵军官的经历，最后以其26岁担任英国国会议员作为结束。